# Jabra Ibrahim Jabra
Jabra Ibrahim Jabra (n. 28 august 1919, Betleem, Cisiordania, Palestina – d. 12 decembrie 1994, Bagdad, Irak) este un romancier, poet, critic, scenarist, memorialist și pictor arab.

## Biografia
Jabra Ibrahim Jabra s-a născut în orașul Betlehem, pe vremea mandatului britanic, în anul 1920. Fiind de origine siriacă, urmează școala primară cu predare în limba siriacă în orașul său natal, apoi, în 1929, se înscrie la Școala Națională tot din Betlehem, iar din 1932 liceul al-Rašīdiyya din Ierusalim, specializându-se în limbile arabă, engleză și siriacă. La terminarea liceului, primește o bursă de studiu în Marea Britanie unde se va specializa în literatură engleză la Colegiul Exeter al Universității Cambridge. După absolvire, în 1940, se va întoarce în Palestina unde va activa ca lector la Colegiul al-Rašīdiyya. 
În urma evenimentelor din anul 1948, Jabra va pleca în Irak unde, după mai multe căutari, va preda literatură engleză la Universitatea din Bagdad. În 1952 devine bursier al Universității Harvard, apoi în 1954 se reîntoarce la Bagdad unde își continuă cariera de profesor de literatură engleză până în 1964. De asemenea, va lucra ca traducător de engleză la Compania Națională Irakiană de Petrol.

## Viața lui Jabra
Născut în Bethlehem, de origine palestiniană, Jabra I. Jabra a fost direct supus evenimentelor istorice care au schimbat  lumea arabă. La rândul său a încercat de fapt prin această operă și prin multe altele să schimbe modul de gândire al civilizației din care provenea. Își începe studiile la o școala siriacă din orașul său natal, apoi în 1929 este elev al Școlii Naționale din Betlehem, după care trei ani mai târziu este admis la liceu al-Rašīdīyya din Ierusalim, unde își va îmbogăți bagajul de cunoștințe în ceea ce privește limba arabă, engleză și siriacă. Deoarece nivelul său de dezvoltare este foarte apreciat de profesori, va primi o bursă de studiu în Marea Britanie pentru a studia literatura engleză la Colegiul Exter al Universității Cambridge. După absolvire, în 1940, se va întoarce în Palestina ca și lector la colegiul al cărui elev fusese.
Evenimentele din 1948 îl determină pe Jabra să se refugieze în Irak, unde va obține un post la Universitatea de la Bagdad, unde va preda literatură engleză până în 1952, când va pleca spre Statele Unite ale Americii cu o bursă de studiu la Universitatea Harvard. Se întoarce în 1954 la Bagdad, unde își continuă cariera de dascăl până în 1964.
De-a lungul vieții a publicat peste șaptezeci de cărți, opere proprii sau traduceri din engleză. După debutul cu primul său roman din 1970, al-Safīnah ( Corabia ), romanele următoare se bazează pe sondarea neobișnuită a realității lumii arabe și a manifestărilor unor laturi, mai puțin puse în evidență, ale psihicului uman, romane care îi vor consfinți înalta sa poziție în lumea literară arabă și internațională: ‘Araq wa-qiṣaṣ uḥrā ( Sudoare și alte povestiri ), publicat în 1974, Ṣurāḫ fī layl ṭawīl ( Țipăt într-o noapte lungă ), în 1974, Baḥṯ ‘an Walīd Mas‘ūd ( În căutarea lui Walid Masud), în 1978, ‘Ālam bi-lā ḥarā’iṭ  ( O lume fără hărți) ( împreună cu scriitorul saudit Abd al-Rahman Munif ), în 1982, al-Ġuraf al-uḥrā  ( Celelalte Camere), în 1986, Yawmiyyat Sarāb ‘Affān ( Jurnalul lui Sarab ‘Affan), în 1992.
Interesante sunt și cele trei volume de versuri, Tammūz fī al-madīnah ( Iulie în oraș), în 1959, al-Madār al-muġlaq  ( Orbita închisă ), în 1964 și  Law‘at al-šams ( Arșița soarelui), în 1981, care vor avea un rol important în impunerea poemului  în literatura arabă.
Preocupat permanent de deschiderea de noi orizonturi în literatura arabă, Jabra s-a concentrat asupra structurării unor modele teoretice în care să fie încadrate operele contemporanilor săi. Astfel, el desprinde caracteristicile fiecărui curent literar în parte în urma unei analize întreprinse prin prisma unei mentalități moderne și a unei viziuni moderniste, occidentale de altfel, pe care le introduce mai apoi în critica literară arabă. Lucrările sale în acest domeniu – al-Ḥurrīyah wa-al-ṭūfān ( Libertate și potop ) publicată în 1960, al-Nār wa-al-ğawhar ( Foc și esență ) în 1975, Yanābi‘ al-ru’yā ( Izvoarele viziunii) în 1979 – au fost percepute, încă de la apariție, ca adevarate jaloane ale vieții literare arabe. Cărțile sale de memorii al-Bi’r al-ulā (Prințul pur ) publicată în 1987 și Šāri‘ al-amīrāt ( Strada Prințeselor ) publicată în 1994, se constituie în documente-mărturii ale dramei poporului palestinian, ale luptei sale de a supraviețui, de a-și păstra identitatea, în condiții vitrege, departe de locurile de baștină.
Jabra Ibrahim Jabra încetează din viață la vârsta de 74 de ani, pe 11 decembrie 1994, la Bagdad, lăsând în urma sa o incredibilă moștenire ce a marcat profund viața literară arabă în a doua jumatate a secolului XX.
Este un autor care și-a exercitat talentul în două limbi : arabă, limba nativă și engleză, limba pe care a îndrăgit-o încă din tinerețile sale , așa cum el însuși menționează în lucrarea autobiografică A celebration of Life: „Încă de când eram puștan am iubit poezia în Limba Engleză”. Celelalte Camere , al-Ġuraf al-uḥrā , este fără îndoială , un stâlp al culturii arabe în lume și canon de referință pentru multe dintre evenimentele ce au marcat existența arabului, traiul și cultura sa în comparație cu lumea exterioară. Scrisă de marele autor, poet și nu în ultimul rând critic al lumii arabe, Jabra Ibrahim Jabra, romanul este imortalizat  pe hârtie în 1986.
Deși atras de limba engleză, Jabra recunoaște, în aceeași lucrare menționată mai sus, că în toate scrierile sale, cea mai puternică influență a avut-o propria sa limbă, istorie și cultură. De altfel, nu putem să nu menționăm fundalul care exista în momentul în care autorul își realiza scrierile. Războiul arabo-israelian din 1948 (noiembrie 1947 - iulie 1949), numit de israelieni Războiul de Independență sau Războiul de Eliberare și de arabi Catastrofa „al-Nakba”, s-a declanșat ulterior unui război civil de șase luni (1947-1948) între arabii și evreii din Palestina mandatorie, în urma retrocedării mandatului britanic în Palestina Organizației Națiunilor Unite în anul 1947 și a hotărârii (Rezoluția 181 din noiembrie 1947) Adunării Generale a ONU de împărți Palestina între evrei și arabi.
Pe lângă faptul că a fost un membru al Asociației Internaționale de Critică, el este președintele acestei asociații în Irak. În 1983 el a primit premiul Targa Europa pentru cultură de la Interrat forum din Roma și în 1987 Fundația de dezvoltare științifică din Kuweit i-a acordat un premiu distins pentru munca lui de o viață în domeniile artei și literaturii. Un an mai târziu a fost premiat de Irak premiul Saddam pentru arta  romanului.
În 1952, Jabra scrie despre „Călătorul Palestinian” care înlocuiește „Călătorul Evreu”, fiind un mit cu o forța înfiorătoare care a căpătatat-o de-a lungul istoriei, dar care din 1948 se pare că devine realitate. ,,It was ironical that the new wanderers should be driven into the wilderness by the old wanderers themselves ” sesizează Jabra în lucrarea sa The Palestinian Exile as Writer . Fiind el însuși o victimă a acestui mit , își prezintă șirul evenimentelor din acel punct , și cum se plimbă dintr-o capitală în alta pentru a-și găsi un nou trai și stil de viață, sălbăticia și alienarea de care vorbea intensificându-se tot mai mult cu fiecare locație vizitată. De o alienare a artistului se poate vorbi și în cazul lui Al-Mutanabbi care mândru și energic, timp de 30 ani a fugit din stat în stat și de la print la print, până când a fost omorât de o grupare de asasini plătiți. Deci avem dovezi care atestă alienarea și exilul, fie ele proprii sau determinate de anumite evenimente (cum este cazul lui Jabra) ca fiind marcante și specifice lumii arabe. (The palestine exile as writer, Jabra, 1988: 119 )
Bethlehem a fost „the scene of my childhood until I was twelve” spune Jabra (A celebration of Life, Jabra, 1988: 122 ), ca mai apoi să amintească de el în momentul în care se întoarce în 1948, ca fiind „a temporary resting place with the qualities of a nightmare”(The palestine exile as writer, Jabra, 1988: 123). Multe din scrierile sale au fost afectate, dacă nu direct influențate de locul în care se afla și însăși trăirile exprimate în scris de autor erau direct proporționale cu starea de spirit pe care lăcașul său i-o oferea. Memorabil este momentul în care își vede orașul și se simte „as though I was ten thounsand miles away from the city which i could see across the valley”(The palestine exile as a writer, Jabra, 1988: 120), vede armele îndreptate spre ei ca un memento letal că orașul său avea să fie din acel punct nimic mai mult decât o amintire și că trebuia să o ia de la zero.
Istoria însă nu este singura care și-a lăsat marca asupra operelor sale, atât în proză cât și în poezie (descrie cu patos elemente care îi amintesc de viața de acasă ). În spatele tuturor acestor factori există de asemenea și motive care au jucat roluri importante de-a lungul acestui fir istoric pe de o parte, și pe cealaltă parte care l-au determinat pe Jabra să scrie și i-au trasat anumite zone pe care să se concentreze în mod explicit. De menționat este faptul că el a fost atât de îndrăgostit de literatura Engleza încât a tradus o serie de creații, de o dificultate relativ ridicată pentru orice artist și a adus astfel o îmbunătățire în literatura propriei sale limbi: William Faulkner, Shakespeare, Oscar Wild, Guy de Maupassant și mulți alții. Practic motivul principal al studierii unei diferite limbi la nivel academic îl aflăm de la însuși Jabra:
De asemenea a dorit să schimbe mentalitatea în societatea și în civilizația arabă ( cum am menționat și în deschiderea capitolului acesta ) , prin cuvinte, considerând potențialul limbii arabe de a deveni mai bogată, mai articulată, mai capabilă de a se transforma într-o forță menită să aducă un plus dinamic în societate. Așadar în 1948 se decide , deși până în acel moment se dedicase scrierii în limba engleză, ca armă a așa zisei revoluții să fie limba arabă, pentru că altfel , și-ar fi învins propriul scop înainte de al porni : „change had to begin with the word and the image, however intractable the Arabic word and image might seem”. (A celebration of Life, Jabra,  1988: 13).
Tot pe această temă, Jabra nu a fost niciodată adeptul fenomenului de segregare culturală indiferent de formă. Pentru a dezvolta acest subiect, facem referire la teoria lui Jung legată de inconștiință colectivă într-un popor. Inconștiența Colectivă este un termen al psihologiei analitice, subliniat de Carl Jung. Este din partea inconștientă a minții, prezentă în toate formele de viață cu sistem nervos și descrie cum experiența acumulată este organizată automat datorită structurii de așa natură a psihicului. Jung a diferențiat inconștiența colectivă de cea personală, spunând că, în timp ce inconștiența personală este un rezervor propriu de experiență unică pentru fiecare individ, inconștiența colectivă colectează și organizează acele experiente personale care sunt similare și cu ale altor membrii ai aceleași specii. Mai mult, sugerează că nu se dezvoltă individual ci se moștenește și a realizat o legătură de sinonimie cu ceea ce Freud a numit resturi arhaice ( acele forme mentale a căror prezență nu poate fi explicată de nimic din viața individului și care par să fie moștenite , deja existente cumva în mintea umană ). Jabra se considera pe sine, ca și scriitor, o întruchipare parțială a acestei forte latente, însă este imparțial când vine vorba de influențe externe.
Culturile au interacționat din totdeauna, dar niciodată atât de profund încăt să se pună în pericol punctele vitale culturale, complexitatea identității și spiritul unic al vreunui popor. Încadrându-ne în ramele acestui subiect de discuție, aducem în discuție și poporul arab, care cu ajutorul unei limbi plină de resurse și al unei moșteniri active, primită de la succesul civilizațiilor precedente din Estul Mijlociu, pot absorbi fără nici un fel de discuție elemente din orice cultură și să continue să se afirme în domenii precum arta și literatura cu propriile lor forțe, autentice până la rădăcini. Acestea sunt criteriile prin care un popor era catalogat ca fiind vizionar sau nu : să dețină geniul de a intra în legătură strânsă cu orice cultură, dar de a o diferenția de a lor .
Putem de asemenea să amintim, că în momentul în care Jabra Ibrahim Jabra își urma studiile, se depistează o influență remarcantă și totodată o tentație de a scrie în limba engleză, denumită de Jabra ,,this blond siren whose song is ever in my unstopped ears”( A celebration of life, Jabra, 1988: 15), în Anglia, Statele Unite ale Americii și în proporții mai mici, dar existente în Liban, Egipt și Iordania. Elementul a încetat să mai fie surprinzător din momentul în care numărul de autori care au adoptat limba engleză ca și sursă principală de scriere a creațiilor lor, a crescut considerabil. Ceea ce rămâne surprinzător este că foarte puțini dintre aceștia chiar încearcă să folosească limba engleză pentru a compune ceva cu adevărat creativ.
Împreună cu un grup de scriitori contemporani lui Jabra, a declarat după 1948 că modernismul în literatura arabă era o necesitate pentru a modifica gândirea și percepția asupra lucrurilor, aceste două aspecte nefiind atinse de mult prea multă vreme. Modernismul și o contribuție adusă culturii secolului respectiv implementa, în viziunea lui Jabra, două posibile căi de urmat: înțelegerea fenomenului de izolare culturală (în secolul XX era considerată imposibilă izolarea, însă se dorea schimbarea antonimului cuvântului izolare, din afundare în apariție, înălțare, astfel încât această idee să nu fie din start supusă clauzei de imposibilitate ) și ajungerea la un acord cu el, sau crearea unui nou element în afara identității lor naționale care ar fi putut fi un plus pentru cauza lor. Indiferent de calea aleasă, Jabra era convins de un singur lucru și acela era că nici un popor nu își poate uita identitatea proprie și misterioasă și mai ales resursele proprii, iar limba arabă, spune el, nu iese din aceste tipare. Ba chiar este ferm convins că arabii pot sănătos înghiți toate influențele culturale și cu toate acestea să producă acel stil de scrieri și artă, având ca inspirație însăși existența lor, etos-ul lor ( A celebration of Life, Jabra, 1988: 13).
Până să înceapă Al Doilea Război Mondial, toți mai marii poeți arabi erau recunoscuți pentru patriotismul lor: poezia patriotică  era o funcție adăugată deja clasicului aghrad (motiv) al poeziilor. Toate momentele importante, precum Revolta arabă în Egipt, interminabila revoltă a palestinienilor din 1919, bătălia Siriei de la Maysalun, lupta pentru independență a Irakului în anii 20, toate acestea erau vizibile în mințile arabilor de pretutindeni prin poeme de neuitat, pe care nici o armă nu le putea ataca. Jabra amintește că în tinerețea lui, toți erau mișcați profund de spusele unui poet palestinian ( necunoscut fiindu-i numele ) : „O prison darkness now descend,/ We’ve always loved such darkness” (The rebels and the committed, Jabra, 1988: 63).
Nu putem afirma deci, că a fost un accident faptul că marea schimbare în poezia arabă a început mai mult sau mai puțin odată cu dezastrul Palestinei. Ce s-a întâmplat începând cu 1948 și până în 1958 a fost cataclismic. Dintr-o dată cu frică și amărăciune, tineri peste tot în lumea arabă aveau nu doar să vadă o lumină nouă ci să se exprime într-un nou fel, mai rapid, fără să fie bazat pe forme stricte, luând din Vest inovațiile ce se prezentau astfel încât să se ajungă la o imaginație mai liberă. [ Cuvântul „nou”era un mister, spune Jabra, cu puteri de seducție. Iată deci momentul istoric când acel mit, (de care am menționat ulterior ) a început să capete rădăcini, un mit al morții și renașterii, prin care tragedia și speranța națiunii avea să își găsească exprimare. ] (The Rebels and the comitted, Jabra, 1988: 66)
Trecând peste tendința de a scrie în engleză, perioada imediat următoare a fost marcată de Francofonie. Ca o comparație între cele două limbi „tentante”, Jabra este de parere că o trecere mai puțin dăunătoare ar fi cea de la arabă la engleză, încheindu-se circuitul cu prima menționată, deoarece mulți autori, în momentul în care s-au lasăt pradă farmecelor limbii franceze, au fost nevoiți să învețe din nou scrierea în limba arabă.
În cazul lui Jabra, lucrurile stau diferit. Scriind foarte mult în arabă, până la vârsta de 20 de ani, odată cu bursa de studiu primită, studiul său de literatură engleză îl îndepărtează pentru o perioadă de timp de scrierea în arabă. Drept dovadă avem primele lui romane scurte scrise în limba engleză. Faptul că a și predat literatură engleză și că literatura arabă a anilor ’40 nu oferea satisfacția necesară sunt alte elemente care au înlesnit scrierea lui în engleză.
După scrierea primului roman, în adevăratul sens al cuvântului (Hunters in a Narrow Street) simte că vorbele sale au fost transmise cu succes și că nu mai era nevoie să scrie în engleză, plus, scrierile sale în arabă începuseră să fie citite în toată lumea arabă, primind foarte multe impresii și comentarii pozitive. Din acel punct, se axează pe limba natală, singurele scrieri în engleză rezumându-se doar la eseuri de critică literară, prin intermediul cărora și-a șlefuit un corpus excelent pentru munca sa în limba arabă.
Faptul că s-a dedicat o perioadă scrierii și mai ales traducerii din engleză în limba arabă, i-a ajutat pe criticii arabi să îi analizeze mai bine creațiile și să îl cunoască pe el ca și autor. Practic se poate sesiza influența occidentală în munca lui Jabra, criticii citându-i pe mai marii poeți occidentali: T. S. Elliot, Aldous Huxley si W. Faulkner, atunci când îi privesc scrierile lui Jabra. Însă lista nu se oprește aici. Îi înscriem pe aceeași listă și pe Balzac, Dostoievski, Joyce și Virginia Wolf, a căror prezență spirituală îl „bântuie” pe Jabra de fiecare dată când își așterne imaginația pe hârtie. [Nu vorbim însă de o detașare totală de limbă arabă. Practic, Jabra a găsit o metodă de a fura (un termen prea dur, dar doar în această ecuație) elemente din limba engleză, păstrându-și concomitent rădăcinile adânc înfipte în cultura arabă.
Ca și fondator al modernismului în limba arabă (așa cum am menționat mai sus), folosind aceasta metodă a balanței înclinate spre talanga cu o valoare morală mai puternică, Jabra a reușit să-și ducă la capăt misiunea, pe drumul căreia a pășit încă de tânăr: să schimbe mentalitatea societății sale.
În scopul afirmării acestor fapte, trebuie să îl invocăm pe Proust, vestit pentru capacitatea sa de a se detașa de realitatea din prezent cu scopul de a captura și transmite mai departe părți întregi și umbroase din trecut sub o lumină atât de puternică și atât de detaliat.]
Este o putere grandioasă „dar, care cere și sacrificii. Pentru ca cineva să poată trăi atât de mult în trecut încât să poată descrie cu atâta acuritate  până și străzile  pe care mergea, trebuie să nu exiști în prezent. „I am fascinated but also rather terrified” spune Jabra despre Proust ( Art, Dream and Action, Jabra, 1988: 22). Acest lucru implică o discuție legată de viața personală a lui Jabra. Faptul că s-a simtit exilat de propria-i cultură, civilizație și de ce nu teritoriu, fiind într-o deplasare continuă dintr-un loc în altul, este perfect normal ca acel trecut să fie sigilat în mintea autorului. De fiecare dată când este accesată, provoacă o durere prea mare și un dezechilibru spațio-temporal și o pierdere a noțiunii în sine de prezent și trecut. Poate fi considerat un motiv pentru care Jabra s-a refugiat în prezent și simte că orice moment pierdut pentru, așa cum îl numește el [dulcele trecut]( Art, dream and Action, Jabra, 1988: 22 ) este deosebit de periculoasă.
Proust are un exemplu de neimitat, care presupune atribuirea memoriei ideea de miracol, minune, dar într-un sens mai metaforic. Practic, orice autor care se lasă pradă vocii acelei sirene care îl trage pe creator într-o râpă a memoriilor, distrugându-l în proces, beneficiază de un așa-numit miracol ce îl renaște pentru o nouă distrugere, o nouă odisee. Și la aceste ideologii Proust spune: [E mai bine să visezi viața cuiva decât să o trăiești] (Les Plaisirs de les Jours) .

## Opera
În ultimele sute de ani o definiție a arabului era bazată pe o ideologie: „anyone who speaks Arabic as his own language and consequently feels as an Arab” (Arabic Language and Arabic Culture, Jabra, 1988: 46). Dacă Orientul și Nordul Africii au fost supuse modificărilor istorice, de-a lungul anilor, un lucru a rămas stabil : limba arabă. Chiar dacă s-au infiltrat și alte limbi și culturi precum limba persană și limba turcă, acestea nu au reușit să înlocuiască araba .
[ În literatură arabă, influențele străine nu pătrund. Deși, spre exemplu , arabii au îmbrățișat filozofia greacă, dar au fost reticenți în ceea ce privește drama și poeziile . Au tradus Aristotel  de aproape trei ori. În schimb, literatura arabă a influențat restul lumii exterioare, fie prin contact direct, fie indirect. Poezia arabă andaluziană avea să înlocuiască latina și greaca din pozițiile lor importante în literatura dintre secolele X și XIII. După așa numita eră de aur, literatura arabă a trecut printr-o eră de argint, caracterizată de foarte multe reforme, când scriitorii au început să aprecieze imaginea de suprafață și ornamentul verbal în detrimentul imaginației și originalismului. ]
Jabra Ibrahim Jabra a publicat atât opere proprii, cât și traduceri, în limba arabă, ale unor mari opere de expresie engleză.

### Traduceri
Dintre zecile de opere traduse, o mentiune aparte merită:
- Hamlet; King Lear (Regele Lear), Macbeth, Coriolanus, the Tempest (Furtuna), Twelfth Night (A douăsprezecea noapte) de William Shakespeare;
- The Golden Bough (Creanga de aur) de James Frazer;
- Waiting for Godot (Așteptându-l pr Godot) de Samuel Beckett;
- The Sound and the Fury (Zgomotul și furia) de William Faulkner;
- The Happy Prince (Prințul fericit) de Oscar Wilde etc.

### Opere proprii scrise în limba engleză
- Passage in the Silent Night (Peregrinare prin noaptea liniștită), 1946.
- Hunters in a Narrow Street (Vânători pe o stradă îngustă), 1960.

### Opere proprii scrise în limba arabă
Proză:
- al-Safīnah (Corabia), 1970;
- ‘Araq wa-qiṣaṣ uḥrā (Sudoare și alte povestiri), 1974;
- Ṣurāḫ fī layl ṭawīl (Urlet în bezna prelungă), 1974;
- Baḥṯ ‘an Walīd Mas‘ūd (În căutarea lui Walid Masud), 1978;
- ‘Ālam bi-lā ḥarā’iṭ (O lume fără hărți) (împreună cu scriitorul saudit Abd al-Raḥmān Munīf), 1982;
- al-Ġuraf al-uḥrā (Celelalte camere), 1986;
- Yawmiyyat Sarāb ‘Affān (Jurnalul lui Sarāb ‘Affān), 1992

Poezie:
- Tammūz fī al-madīnah (Iulie în oraș), 1959;
- al-Madār al-muġlaq (Orbita închisă), 1964;
- Law‘at al-šams (Arșița soarelui), 1981.

Critică:
- al-Ḥurrīyah wa-al-ṭūfān (Libertate și potop), 1960;
- al-Riḥlah al-ṯāminah (A opta călătorie), 1967;
- al-Nār wa-al-ğawhar (Foc și esență), 1975;
- Yanābi‘ al-ru’yā (Izvoarele viziunii), 1979.

Memorii:
- al-Bi’r al-ulā (Primul puț), 1987;
- Šāri‘ al-amīrāt (Strada Prințeselor), 1994.

## Opere traduse în limba română
* Jabra Ibrahim Jabra. 2010.  Celelalte camere. Coordonarea colectivului de traducători din limba arabă, prefață și note: George Grigore. Iași: Editura Ars Longa, Colecția Alif. 
*Jabra Ibrahim Jabra. 2014. Urlet în bezna prelungă. Coordonarea traducerii din limba arabă,  prefață și note: Laura Sitaru. Iași: Editura Ars Longa, Colecția Alif.

## Decesul
Jabra Ibrahim Jabra a încetat din viață, la vârsta de 74 de ani, pe 11 decembrie 1994, la Bagdad.